# Бердула, Пьер
Пьер Эмиль Бердула (фр. Pierre Émile Berdoulat; 29 июля 1861, Пенсагель, Верхняя Гаронна, Франция — 24 ноября 1930, Париж, Франция) — французский военный деятель, дивизионный генерал Армии Франции. Военный губернатор Парижа с 18 февраля 1919 года по 20 июля 1923 года.

## Биография
Пьер Эмиль Бердула родился 29 июля 1861 года в Пенсагеле, Верхняя Гаронна. Родители: Исидор Бердула и Альфонсина Деффес. Учился в лицеях Тулузы и Бордо.
20 октября 1879 года записался добровольцем на военную службу в качестве солдата 57-го линейного пехотного полка. 21 сентября 1880 года получил звание капрала. 27 октября 1882 года по результатам конкурса зачислен в особую военную школу Сен-Сир. 11 сентября 1884 года окончил школу, и 1 октября того же года в звании второго лейтенанта зачислен в морскую пехоту. Поступил в 4-й полк морской пехоты в Тулоне, принял участие в боевых действиях в Тонкине и Кохинхине, а также операциях по умиротворению в Биньтхуане и Кханьхоа.
2 ноября 1886 года повышен в звании до лейтенанта. Служил в 1-м полку тонкинских тиральеров и 6-м полку морской пехоты. 1 января 1892 года переведён на работу в штаб армии. 12 августа того же года повышен в звании до капитана. 17 апреля 1893 года женился на Маргарите Алисе де Мойн. 26 мая того же года назначен начальником 4-го отдела в штабе 2-го морского округа в Бресте. Служил во 2-м полку морской пехоты. По окончании военно-морской школы 27 ноября 1896 года в качестве стажёра поступил на работу в военное правительство Парижа.
8 ноября 1898 года отправлен на службу в штаб в Судане. Участвовал в боевых действиях. 30 мая 1900 года повышен в звании до майора (chef de bataillon). 22 января 1901 года отправлен на службу в технический отдел управления колониальных войск. 1 августа 1903 года назначен начальником штаба оккупационного корпуса на Мадагаскаре. 30 марта 1904 года повышен в звании до подполковника. Служил в 3-м колониальном пехотном полку, занимавшемся умиротворением южной части острова, охваченной восстанием бара.
26 марта 1908 года повышен в звании до полковника. Служил в 28-м колониальном пехотном полку. 1 июля 1910 года стал командиром 1-го полка мальгашских тиральеров. 1 декабря того же года назначен директором 1-го бюро управления колониальных войск. 30 декабря 1911 года занял пост директора управления колониальных войск. 14 февраля 1912 года стал членом Национального комитета обороны колоний. 23 октября 1912 года повышен в звании до бригадного генерала. 

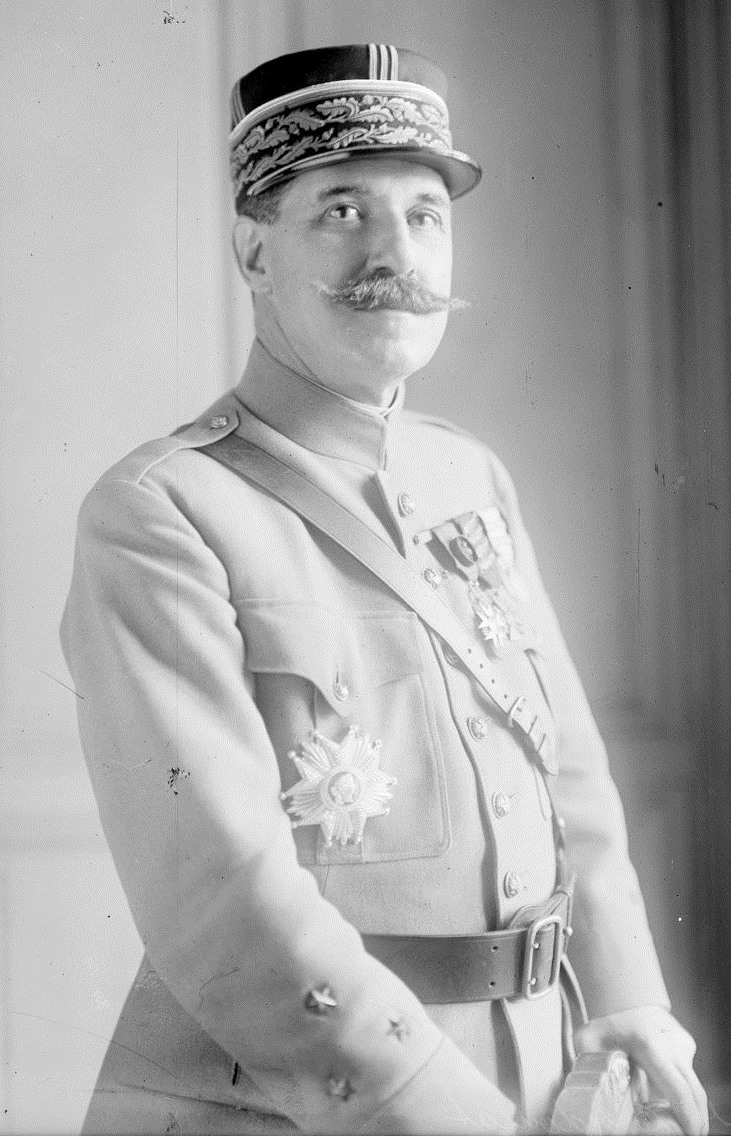
Дивизионный генерал Бердула, 1919 год

После начала войны, 8 октября 1914 года назначен командиром 52-й пехотной бригады. 5 ноября 1914 года занял должность командира 69-й пехотной дивизии. 20 апреля 1915 года повышен в звании до дивизионного генерала. 29 апреля 1915 года назначен на пост командира 1-го колониального армейского корпуса. Во время битвы в Шампани в период с 15 сентября по 2 октября 1915 года корпус под командованием Бердула захватил сильно укрепленные позиции противника и в течение семи дней подряд отражал упорные атаки противника, за что заслужил благодарность президента республики. В июле 1916 года в первые дни битвы на Сомме корпус Бердула смог продвинуться на 10 километров вглубь вражеской территории, захватив 85 пушек и более 8 тысяч пленных. 19 июля 1917 года занял должность командира 20-го армейского корпуса. К концу 1917 года корпус под командованием Бердула в составе 10-й армии генерала Манжена продвинулся на 30 километров вглубь линии фронта, выбил немцев из Гюиза, захватив 12 тысяч пленных, 140 орудий и большое количество техники. 21 января 1919 года, оставшись командиром армейскего корпуса, Бердула получил в своё командование 20-й регион.

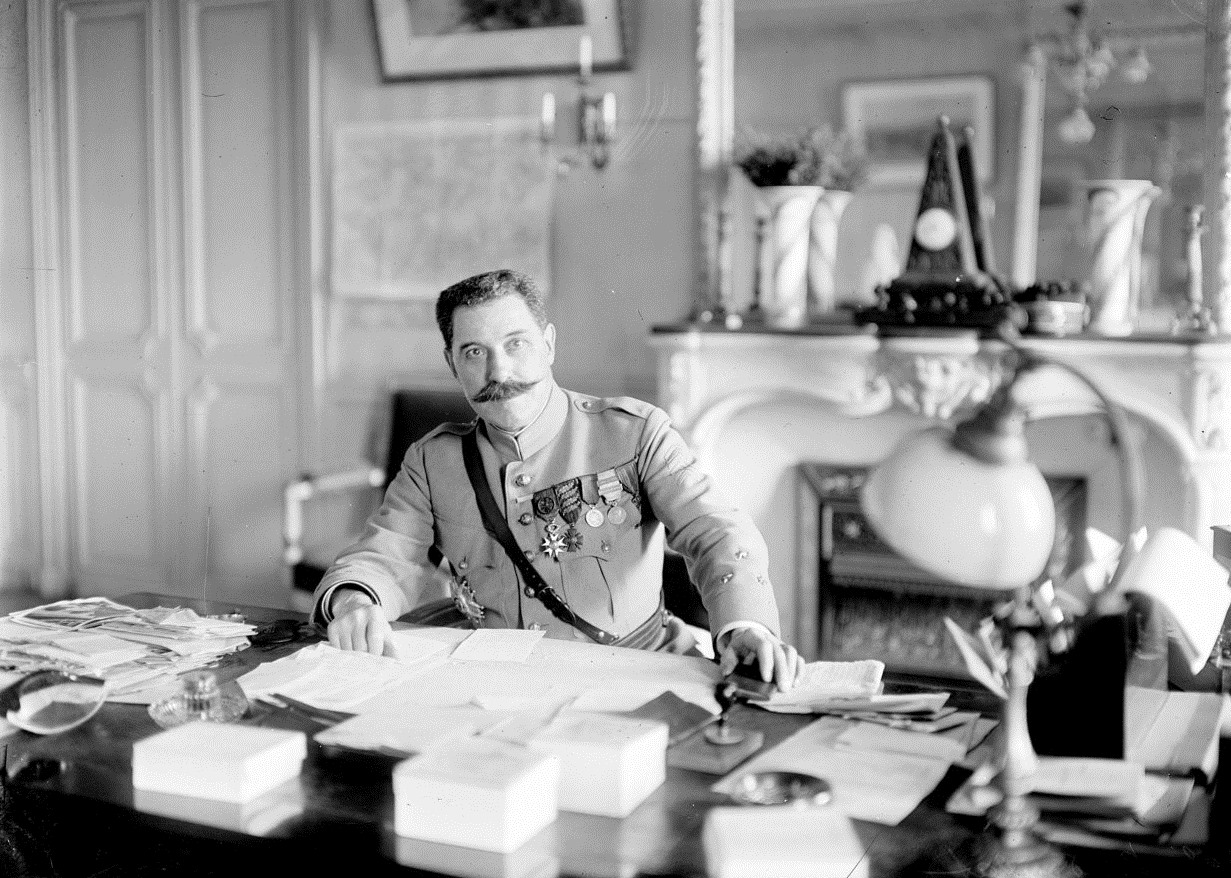
Военный губернатор Парижа дивизионный генерал Бердула в своём кабинете, 1919 год

18 февраля 1919 года назначен на пост военного губернатора Парижа, сменив дивизионного генерала Шарля Эмиля Монье. После того как Бердула достиг предельного возраста службы, 20 июля 1923 года его в данной должности сменил дивизионный генерал Анри Жозеф Гуро.
29 июля 1923 года Бердула зачислен в кадровый резерв штаба колониальных войск. 24 января 1928 года по решению президента Гастона Думерга был назначен в члены Совета Национального ордена Почётного легиона. Занимал пост президента организации «Offrandes nationales», занимающейся помощью военнослужащим, их вдовам и детям.
Пьер Эмиль Бердула скончался 24 ноября 1930 года в военном госпитале Валь-де-Грас в Париже, где находился на лечении. Прощание прошло в церкви Валь-де-Грас в присутствии представителя президента Франции генерала Анри Лассона, военного министра Андре Мажино, начальника Главного штаба Вооружённых сил Максима Вейгана, почти всех членов Высшего военного совета, в том числе маршала Филиппа Петена, множества военных и гражданских лиц. Похороны состоялись в Реймсе без военных почестей, так как Бердула ещё при жизни просил по этому поводу лишний раз не отвлекать войска. 18 декабря того же года его в качестве члена Совета Национального ордена Почётного легиона сменил дивизионный генерал Мари-Эжен Дебени.

## Награды

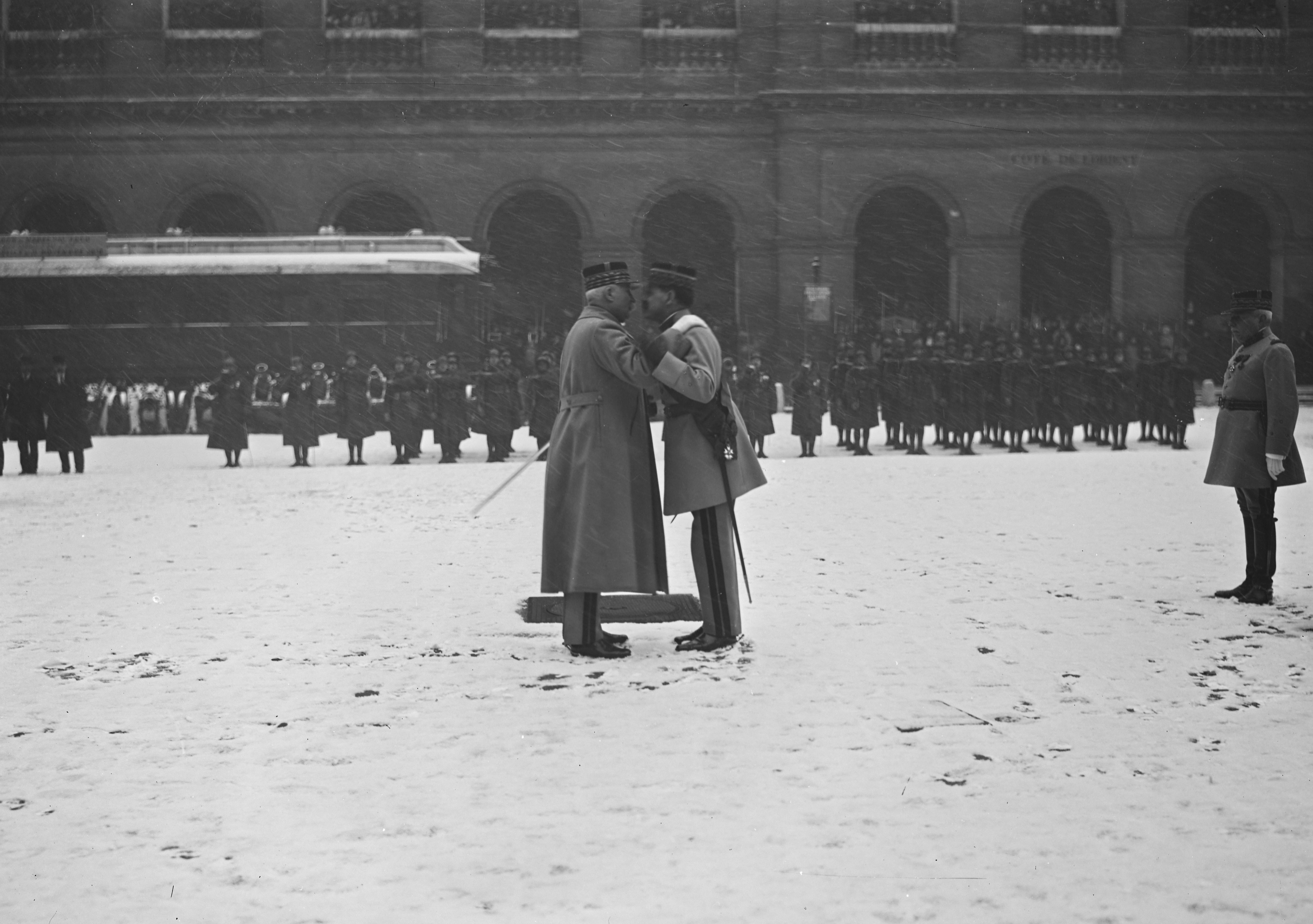
Маршал Петен вручает дивизионному генералу Бердула знаки кавалера большого креста ордена Почётного легиона, 18 января 1923 года

### Французские

#### Военные
- Орден Почётного легиона[41]:
  - Кавалер большого креста (29 декабря 1922)[42].
  - Великий офицер (28 сентября 1918)[43].
  - Командор (13 июля 1915)[44].
  - Офицер (8 марта 1906)[45].
  - Кавалер (29 декабря 1889)[46].
- Орден Чёрной звезды степени офицера (25 февраля 1904)[47].
- Орден Звезды Анжуана степени офицера (7 декабря 1905)[48].
- Военный крест 1914—1918 с пальмой (четырежды)[49][50].
- Колониальная медаль с пряжками[англ.] «СУДАН» и «МАДАГАСКАР»[2][5].
- Памятная медаль Тонкинской экспедиции[2][4][5].
- Медаль Победы[5].
- Памятная медаль Верденской битвы[51].
- Медаль «В память о войне 1914—1918»[51].

#### Гражданские
- Звание «Офицер академий» (31 декабря 1905)[52].
- Золотая медаль Департамента Сена (5 марта 1926)[53].

### Иностранные
- Орден Леопольда I степени великого офицера (Бельгия)[5].
- Военный крест 1914—1918 (Бельгия)[5][50].
- Орден Святого Михаила и Святого Георгия степени рыцаря-командора (Великобритания)[5][50].
- Крест Военных заслуг степени кавалера большого креста (Испания)[50].
- Медаль Армии «За выдающуюся службу» (США)[54][55].

## Память
9 сентября 1935 года на площади в Пенсагеле при участии генерала Адольфа Гийома был открыт бронзовый бюст Бердула работы скульптора Огюста Сейсса.